# Ametropus ammophilus
Ametropus ammophilus  (лат.) — вид подёнок из рода Ametropus. Северная Америка: США Вашингтон, Монтана, Орегон. Длина около 25 мм (передние крылья - мм). Общая окраска темно-коричневая, ноги — светло-коричневые. 
У самцов глаза разделены на 2 отдела. Лапки 5-члениковые, 1-й сегмент слит с голенью и неподвижен. Передние ноги самцов равны по длине 65 % от длины передних крыльев (у самок — 30 %). Нижнечелюстные и нижнегубные щупики 3-члениковые. Жабры личинок листовидные; плоскотелый псаммофил (грудь и брюшко уплощены), встречаются на песчаном грунте больших рек. Самцы и самки появляются в мае.